# تأثير القرن
تأثير القرن –وهو مرتبط بتأثير الهالة – هو شكلٌ من أشكال الانحياز المعرفي، يحدث عندما يتغيّر تصور المرء عن الآخرين نتيجة تأثره بشكل مفرط بسماتهم أو صفاتهم السلبية. كمثالٍ عن هذا التأثير، يميل المراقب إلى افتراض أن الشخص غير الجذاب جسدياً أدنى منزلة أخلاقية من الشخص الجذاب، بالرغم من عدم وجود أي علاقة تربط بين المظهر الجسدي والأخلاق.

## أصل المصطلح
اشتُق المصطلح من الكلمة الإنجليزية “قرن” أو “Horn” والتي تدل على إشارةٍ تدعى “قرنا الشيطان”، على النقيض من كلمة Halo (أو هالة) وتأثير الهالة، حيث ترتكز الأخيرة على مفهوم الهالة المحيطة بالقديسين.
في دراسة من عام 1920 نُشرت من طرف Thorndike  وتركّز بشكل أساسي على تأثير الهالة، وُجد أن التقييمات تتأثر على ما يبدو بميل واضح للاعتقاد أن الإنسان بالمجمل إما خيّر أو دنيء، وأن هذا الاعتقاد أو الشعور العام سيطغى على جميع القرارات المتعلقة بنوعية هذا الإنسان.

## اصطلاح بديل
يُدعى هذا التأثير بتأثير القرون أو تأثير الشيطان أو تأثير الهالة المعكوس.

## أمثلة عن الانحياز
يحدث تأثير القرن عندما “يعتقد الأشخاص أن السمات السلبية مرتبطة مع بعضها”. وفي هذه الظاهرة، تتأثر أحكام المرء عن الشخص الآخر عكسياً بوجود جانبٍ سلبي أو غير مرغوب فيه لدى هذا الشخص.
فكتبت صحيفة الغارديان عن تأثير الشيطان في إشارة إلى الرئيس الفنزويلي هوغو تشافيز: “يكتسب بعض القادة صورة شيطانية بحيث يصبح من المستحيل تقدير حالات فشلهم ونجاحهم بطريقة متوازنة”.
وهناك أيضاً موضوع آخر يخضع لتأثير الهالة، وهو العلاقة بين الجريمة والجاذبية. حيث طرحت إحدى الدراسات جريمتين افتراضيتين: إحداهما جريمة سطو والأخرى جريمة خداع (حيلة الائتمان). في الجريمة الأولى، تحصل امرأة على مفتاحٍ بطريقة غير شرعية لتقوم بعدها بسرقة مبلغ قدره 2200 دولار، بينما في الجريمة الأخرى، تقوم امرأة جذابة بخداع رجلٍ كي يستثمر بمبلغ 2200 دولار في شركة وهمية.
ووفقاً لنتائج الدراسة، وُجد أن المرأة المدعى عليها في الجريمة غير المتعلقة بالجاذبية (جريمة السرقة) قد تعرضت لعقاب أشد من المرأة الأخرى الأكثر جاذبية. لكن عندما كانت الجريمة مرتبطة بالجاذبية (جريمة الخداع)، عوقبت المرأة الجذابة بصرامة أشد من المرأة غير الجذابة. تشير الدراسة إلى التساهل الذي حصلت عليه المرأة الجذابة (كإحدى نتائج تأثير الهالة) عندما كانت الجريمة غير مرتبطة بجاذبية المجرم. لكن مفعول هذا التساهل عندما كانت طبيعة الجريمة متعلقة بمظهرها الجذاب (جريمة الخداع).